# 1076 Viola
1076 Viola è un asteroide della fascia principale del diametro medio di circa 22,63 km. Scoperto nel 1926, presenta un'orbita caratterizzata da un semiasse maggiore pari a 2,4752733 UA e da un'eccentricità di 0,1440475, inclinata di 3,31737° rispetto all'eclittica.
Il suo nome fa riferimento alle piante del genere Viola.